# 刘俊 (知县)
刘俊（?—?），明朝政治人物。

## 生平
1387年接替蒋惠任华亭县知县一职，由王纪接任。